# Нурда (приток Малой Кокшаги)
Нурда — река в России, протекает по Звениговскому району Республике Марий Эл. Устье реки находится в 5 км от устья Малой Кокшаги по левому берегу. Длина реки составляет 24 км, площадь водосборного бассейна — 146 км².
Исток реки находится в 5 км к юго-западу от посёлка Шелангер. Река течёт на юго-запад, затем поворачивает на северо-запад. Протекает деревни Кужмарского сельского поселения Нурумбал, Поянсола, Кужмара, Митюково, Мельничные Памьялы. Приток — Вележ (правый).

## Данные водного реестра
По данным государственного водного реестра России относится к Верхневолжскому бассейновому округу, водохозяйственный участок реки — Волга от Чебоксарского гидроузла до города Казань, без рек Свияга и Цивиль, речной подбассейн реки — Волга от впадения Оки до Куйбышевского водохранилища (без бассейна Суры). Речной бассейн реки — (Верхняя) Волга до Куйбышевского водохранилища (без бассейна Оки).
Код объекта в государственном водном реестре — 08010400712112100001418.